# Faro de Punta de los Colorados
Der Faro de Punta de los Colorados (ehemals: Faro de Villanueva) liegt südlich des Hafens von Cienfuegos direkt am östlichen Eingang zum Innenhafen, an der Südküste der gleichnamigen Provinz auf Kuba.  Der Leuchtturm gehört zu den Sehenswürdigkeiten dieser Provinz und hat Wahrzeichencharakter.

## Geschichte
Bereits im Jahr 1846 war der Handelsverkehr im Hafen von Cienfuegos beträchtlich und es bestand die Notwendigkeit, an der Mündung der Einfahrt in den Buchtkanal einen Leuchtturm zu installieren, um die Schifffahrt und den Zugang zur Reede von Cienfuegos zu gewährleisten. Der beste Ort für seinen Standort wurde untersucht und Punta de los Colorados, westlich der Hafeneinfahrt, ausgewählt. Die Aufgabe, das Projekt zu entwickeln, wurde dem Oberstleutnant des Ingenieur-Corps Francisco de Albear übertragen, der die Entwürfe fertigte.
Die Arbeiten begannen im August 1848 mit dem Bau einer Straße zu diesem Ort. 
Am 5. März 1849 war der Bau des Turms abgeschlossen und ein französisches Beleuchtungssystem nach dem Vorbild von Fresnel wurde installiert und konnte am 1. März 1851 in Betrieb gehen. Erst 1867 wurden Wohnungen für die Leuchtturmwärter und ihre Familien fertiggestellt.
Während des Spanisch-Amerikanischen Krieges im Mai 1898 wurde der Leuchtturm von den US-Schiffen USS Marblehead und USS Nashville bombardiert, wobei der Leuchtturm völlig zerstört wurde. Nach dem Krieg veranlasste die nordamerikanische Behörde unter E. J. Balbin, Chief of the Lighthouse Board, den Bau eines neuen Leuchtturms an der gleichen Stelle wie der zerstörte und einen Linsenapparat vierter Ordnung mit einer Brennweite von 19,65 Metern zu installieren. Die Einweihung erfolgte 1901 und die Gesamtkosten beliefen sich auf 25.184 Pesos.

## Beschreibung
Dieser Leuchtturm ist ein konischer Mauerwerksturm mit einer kreisförmigen Galerie und einem Laternenhaus. Am Fuße des Turms befinden sich Wärterhäuser und das Ganze ist von einer Umfassungsmauer umgeben. Der Turm ist weiß gestrichen. 
1952 wurde die Befeuerung für das optische Beleuchtungssystem umgestellt und 1969 wurde es elektrifiziert und umgebaut, 1970 wurden neue Häuser für die Leuchtturmwärter gebaut. 
Die Navigationshilfen in Kuba werden von der Abteilung Ayuda a la Navegación der Grupo Empresarial Geocuba verwaltet.

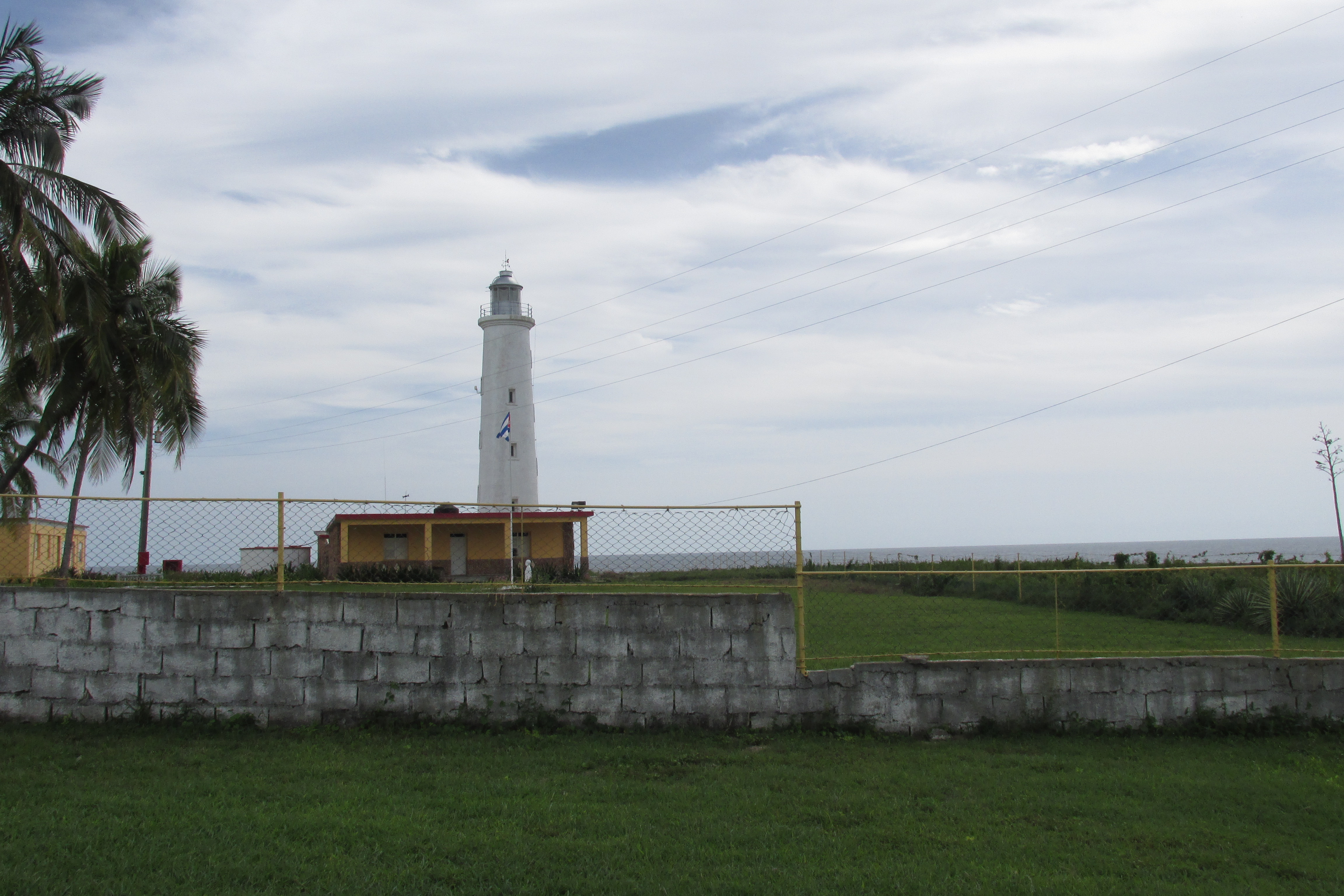
Leuchtturm von Los Colorados
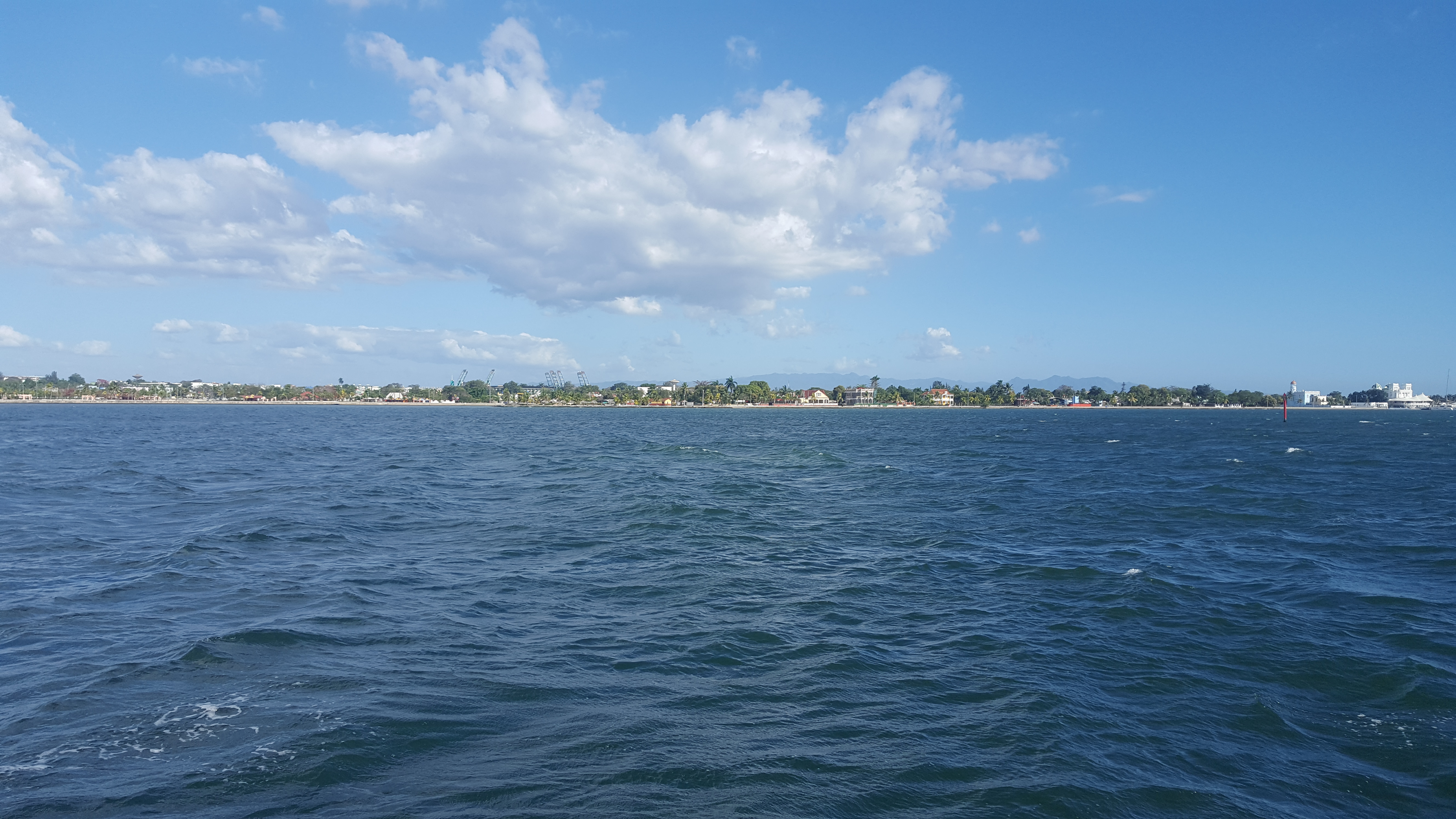
La Punta vor Cienfuegos

## Philatelistische Würdigung
In philatelistischer Würdigung des Leuchtturms gab die kubanische Post Correos de Cuba mit Ausgabejahr 1980 ein Postwertzeichen im Wert von 13 Centavos heraus.